# Фокинское Лесничество (посёлок)
Фокинское Лесничество — посёлок в Брянском районе Брянской области, в составе Новодарковичского сельского поселения. Расположен у автодороги Р68 Брянск—Киров, в 2 км к северу от микрорайона Шибенец, в 7 км от посёлка Новые Дарковичи. Население — 41 человек (2010).
Основан в середине XX века; до 1959 года в Дарковичском сельсовете, в 1959—1982 гг. в Толвинском сельсовете.
| 1979 | 1989 | 2002 | 2010 | 2013 |
| ---- | ---- | ---- | ---- | ---- |
| 56   | 59   | 46   | 41   | 36   |